# Буксирщиця Енні
Буксирщиця Енні (англ. Tugboat Annie) — американська комедійна драма режисера Мервіна ЛеРоя 1933 року.

## У ролях
- Марі Дресслер — Енні Бреннан
- Воллес Бірі — Террі Бреннан
- Роберт Янг — Александр «Алек» Бреннан
- Морін О'Салліван — Патрісія «Пет» Северн
- Віллард Робертсон — Ред Северн
- Френкі Дарро — Алек, дитина
- Джек Пеннік — Піт
- Пол Херст — Сем